# Jiranchai Arnanatiudom
Jiranchai Arnanatiudom (thailändisch จิรัญชัย อนันต์อธิอุดม; * 31. Januar 1991) ist ein thailändischer Fußballspieler.

## Karriere
Jiranchai Arnanatiudom stand bis Juni 2020 beim Zweitligisten MOF Customs United FC unter Vertrag. 2019 bestritt er für die Customs 24 Zweitligaspiele. Im Juli 2020 unterschrieb er einen Vertrag beim Drittligisten Muangkan United FC. Am Ende der Saison feierte er mit dem Verein aus Kanchanaburi die Meisterschaft der Western Region sowie den Aufstieg in die zweite Liga. Nach dem Aufstieg verließ er den Verein und schloss sich dem in der Northern Region spielenden Nakhon Mae Sot United FC an. Bei dem Klub aus Mae Sot stand er eine Spielzeit unter Vertrag. Die Saison 2022/23 spielte er bei dem in der North/Eastern Region spielenden Sisaket United FC. Mit dem Verein aus Sisaket feierte er die Vizemeisterschaft der Region. In den Aufstiegsspielen zur zweiten Liga konnte man sich jedoch nicht durchsetzen. Im Sommer 2023 wurde sein Vertrag in Sisaket nicht verlängert.

## Erfolge
Muangkan United FC
- Thai League 3 – West: 2020/21  ▲